# کولت دلال چانچو
کولت دلال چانچو (انگلیسی: Colette Dalal Tchantcho؛ زادهٔ) بازیگر، theatre maker است. وی از سال ۲۰۱۱ میلادی تاکنون مشغول فعالیت بوده‌است.